# Bryan Róchez
Bryan Giovanni Róchez Mejía (Tegucigalpa, 1º gennaio 1995) è un calciatore honduregno, attaccante del Mafra e della nazionale honduregna.

## Caratteristiche tecniche
È un centravanti.

## Carriera

### Club
Cresciuto nel Real España, ha esordito in prima squadra il 14 ottobre 2012 in occasione del match di campionato pareggiato 1-1 contro il Deportes Savio.

### Nazionale
Ha esordito con la nazionale honduregna il 4 settembre 2014 disputando il match di Coppa centroamericana vinto 2-0 contro il Belize.
Realizza il suo primo gol nel successo per 4-0 in Nations League contro Cuba del 15 ottobre 2023.

## Statistiche

### Cronologia presenze e reti in nazionale
| Cronologia completa delle presenze e delle reti in nazionale ― Honduras | Cronologia completa delle presenze e delle reti in nazionale ― Honduras | Cronologia completa delle presenze e delle reti in nazionale ― Honduras | Cronologia completa delle presenze e delle reti in nazionale ― Honduras | Cronologia completa delle presenze e delle reti in nazionale ― Honduras | Cronologia completa delle presenze e delle reti in nazionale ― Honduras | Cronologia completa delle presenze e delle reti in nazionale ― Honduras | Cronologia completa delle presenze e delle reti in nazionale ― Honduras |
| Data                                                                    | Città                                                                   | In casa                                                                 | Risultato                                                               | Ospiti                                                                  | Competizione                                                            | Reti                                                                    | Note                                                                    |
| ----------------------------------------------------------------------- | ----------------------------------------------------------------------- | ----------------------------------------------------------------------- | ----------------------------------------------------------------------- | ----------------------------------------------------------------------- | ----------------------------------------------------------------------- | ----------------------------------------------------------------------- | ----------------------------------------------------------------------- |
| 3-9-2014                                                                | Washington                                                              | Honduras                                                                | 2 – 0                                                                   | Belize                                                                  | Coppa centroamericana 2014                                              | -                                                                       | 60’                                                                     |
| 7-9-2014                                                                | Dallas                                                                  | Honduras                                                                | 0 – 1                                                                   | El Salvador                                                             | Coppa centroamericana 2014                                              | -                                                                       | 69’                                                                     |
| 10-9-2014                                                               | Houston                                                                 | Honduras                                                                | 0 – 2                                                                   | Guatemala                                                               | Coppa centroamericana 2014                                              | -                                                                       | 64’                                                                     |
| 13-9-2014                                                               | Los Angeles                                                             | Honduras                                                                | 1 – 0                                                                   | Nicaragua                                                               | Coppa centroamericana 2014                                              | -                                                                       | 46’                                                                     |
| 14-11-2014                                                              | Toyota                                                                  | Giappone                                                                | 6 – 0                                                                   | Honduras                                                                | Amichevole                                                              | -                                                                       | 59’                                                                     |
| 18-11-2014                                                              | Xi'an                                                                   | Cina                                                                    | 0 – 0                                                                   | Honduras                                                                | Amichevole                                                              | -                                                                       | 75’ 82’                                                                 |
| 16-12-2015                                                              | Juticalpa                                                               | Honduras                                                                | 2 – 0                                                                   | Cuba                                                                    | Amichevole                                                              | -                                                                       | 66’                                                                     |
| 11-10-2018                                                              | Barcellona                                                              | Emirati Arabi Uniti                                                     | 1 – 1                                                                   | Honduras                                                                | Amichevole                                                              | -                                                                       | 75’                                                                     |
| 16-11-2018                                                              | Tegucigalpa                                                             | Honduras                                                                | 1 – 0                                                                   | Panama                                                                  | Amichevole                                                              | -                                                                       | 68’                                                                     |
| 20-11-2018                                                              | Temuco                                                                  | Cile                                                                    | 4 – 1                                                                   | Honduras                                                                | Amichevole                                                              | -                                                                       | 75’                                                                     |
| 10-10-2019                                                              | Port of Spain                                                           | Trinidad e Tobago                                                       | 0 – 2                                                                   | Honduras                                                                | CONCACAF Nations League 2019-2020 - 2º turno                            | -                                                                       | 68’                                                                     |
| 13-10-2019                                                              | San Pedro Sula                                                          | Honduras                                                                | 1 – 0                                                                   | Martinica                                                               | CONCACAF Nations League 2019-2020 - 2º turno                            | -                                                                       | 46’                                                                     |
| 12-11-2021                                                              | San Pedro Sula                                                          | Honduras                                                                | 2 – 3                                                                   | Panama                                                                  | Qual. Mondiali 2022                                                     | -                                                                       | 56’                                                                     |
| 30-1-2022                                                               | San Pedro Sula                                                          | Honduras                                                                | 0 – 2                                                                   | El Salvador                                                             | Qual. Mondiali 2022                                                     | -                                                                       | 46’                                                                     |
| 2-2-2022                                                                | Saint Paul                                                              | Stati Uniti                                                             | 3 – 0                                                                   | Honduras                                                                | Qual. Mondiali 2022                                                     | -                                                                       | 46’                                                                     |
| 3-6-2022                                                                | Willemstad                                                              | Curaçao                                                                 | 0 – 1                                                                   | Honduras                                                                | CONCACAF Nations League 2022-2023 - 1º turno                            | -                                                                       | 90+5’                                                                   |
| 6-6-2022                                                                | San Pedro Sula                                                          | Honduras                                                                | 1 – 2                                                                   | Curaçao                                                                 | CONCACAF Nations League 2022-2023 - 1º turno                            | -                                                                       | 46’                                                                     |
| 14-6-2022                                                               | San Pedro Sula                                                          | Honduras                                                                | 2 – 1                                                                   | Canada                                                                  | CONCACAF Nations League 2022-2023 - 1º turno                            | -                                                                       | 90’                                                                     |
| 23-9-2022                                                               | Miami Gardens                                                           | Argentina                                                               | 3 – 0                                                                   | Honduras                                                                | Amichevole                                                              | -                                                                       | 82’                                                                     |
| 27-9-2022                                                               | Houston                                                                 | Guatemala                                                               | 1 – 2                                                                   | Honduras                                                                | Amichevole                                                              | -                                                                       | 82’                                                                     |
| 15-10-2023                                                              | Tegucigalpa                                                             | Honduras                                                                | 4 – 0                                                                   | Cuba                                                                    | CONCACAF Nations League 2023-2024 - 1º turno                            | 1                                                                       |                                                                         |
| 17-11-2023                                                              | Tegucigalpa                                                             | Honduras                                                                | 2 – 0                                                                   | Messico                                                                 | CONCACAF Nations League 2023-2024 - Quarti di finale                    | 1                                                                       |                                                                         |
| 21-11-2023                                                              | Città del Messico                                                       | Messico                                                                 | 2 – 0 dts (4 – 2 dtr)                                                   | Honduras                                                                | CONCACAF Nations League 2023-2024 - Quarti di finale                    | -                                                                       | 70’ 98’                                                                 |
| 23-3-2024                                                               | Frisco                                                                  | Costa Rica                                                              | 3 – 1                                                                   | Honduras                                                                | CONCACAF Nations League 2023-2024                                       | -                                                                       |                                                                         |
| 26-3-2024                                                               | Houston                                                                 | El Salvador                                                             | 1 – 1                                                                   | Honduras                                                                | Amichevole                                                              | 1                                                                       | 41’                                                                     |
| 9-6-2024                                                                | Devonshire                                                              | Bermuda                                                                 | 1 – 6                                                                   | Honduras                                                                | Qual. Mondiali 2026                                                     | 1                                                                       | 66’                                                                     |
| 16-6-2024                                                               | East Hartford                                                           | Ecuador                                                                 | 2 – 1                                                                   | Honduras                                                                | Amichevole                                                              | 1                                                                       | 46’                                                                     |
| 10-9-2024                                                               | Tegucigalpa                                                             | Honduras                                                                | 1 – 2                                                                   | Giamaica                                                                | CONCACAF Nations League 2024-2025 - 1º turno                            | -                                                                       | 72’                                                                     |
| Totale                                                                  |                                                                         | Presenze                                                                | 28                                                                      |                                                                         | Reti                                                                    | 5                                                                       |                                                                         |

## Palmarès

### Club

#### Competizioni nazionali
- Segunda Liga: 2

Nacional: 2017-2018, 2019-2020